# Flores de alquiler
Flores de alquiler es el nombre del segundo álbum de estudio grabado por la banda española La Quinta Estación. Fue lanzado al mercado bajo el sello discográfico Sony Music el 22 de junio de 2004 en México y el 10 de agosto de ese mismo año en los Estados Unidos. El álbum fue producido por el compositor y producido musical mexicano Armando Ávila. Forma parte de la lista de  los 100 discos que debes tener antes del fin del mundo, publicada en 2012 por Sony Music.
El álbum fue lanzado por primera vez en formato Vinyl el 9 de septiembre de 2023 por Sony Music México, como parte de una ola de relanzamientos del catálogo de Sony Music de sus álbumes más exitosos.

## Lista de canciones
| Flores de alquiler |                                          |                                                |          |  |
| N.º                | Título                                   | Escritor(es)                                   | Duración |  |
| 1.                 | «El sol no regresa»                      | Ángel Reyero, Pablo Domínguez                  | 3:50     |  |
| 2.                 | «Esperaré despierta»                     | Natalia Jiménez                                | 3:30     |  |
| 3.                 | «Daría»                                  | Ángel Reyero, Pablo Domínguez                  | 3:44     |  |
| 4.                 | «Algo más»                               | Armando Ávila, Natalia Jiménez                 | 4:30     |  |
| 5.                 | «Flores de alquiler»                     | Pablo Domínguez, Ángel Reyero                  | 3:36     |  |
| 6.                 | «Mi ciudad»                              | Natalia Jiménez, Ángel Reyero, Pablo Domínguez | 3:02     |  |
| 7.                 | «Busco tu piel»                          | Natalia Jiménez, Ángel Reyero, Pablo Domínguez | 3:26     |  |
| 8.                 | «A cada paso»                            | Ángel Reyero, Pablo Domínguez                  | 3:28     |  |
| 9.                 | «Niña»                                   | Natalia Jiménez                                | 4:02     |  |
| 10.                | «No hay perdón»                          | Natalia Jiménez, Ángel Reyero, Pablo Domínguez | 3:20     |  |
| 11.                | «Rompe el mar»                           | Natalia Jiménez                                | 3:15     |  |
| 12.                | «Si yo fuera mujer (Se fossi una donna)» | Andrea Mingardi                                | 3:40     |  |
| 13.                | «Voy a pasármelo bien»                   | David Summers                                  | 3:00     |  |

## Ventas
| Lista (2005)                    | Mejor posición |
| ------------------------------- | -------------- |
| Top 100 México                  | 5              |
| U.S. Billboard Top Heatseekers  | 9              |
| U.S. Billboard Top Latin Albums | 7              |
| U.S. Billboard Latin Pop        | 4              |

| País           | Empresa        | Certificación | Ventas   |
| -------------- | -------------- | ------------- | -------- |
| España         | PROMUSICAE     | Oro           | 40.000+  |
| Estados Unidos | RIAA/Billboard | 2xPlatino     | 400.000+ |
| México         | AMPROFON       | 2xPlatino     | 200.000+ |
| Puerto Rico    | IFPI           | Oro           | 10.000+  |
| Venezuela      | Recordland     | Oro           | 20.000+  |